# Heresiarches annaelisae
Heresiarches annaelisae är en stekelart som beskrevs av Heinrich 1970. Heresiarches annaelisae ingår i släktet Heresiarches, och familjen brokparasitsteklar. Inga underarter finns listade.